# Brescianino

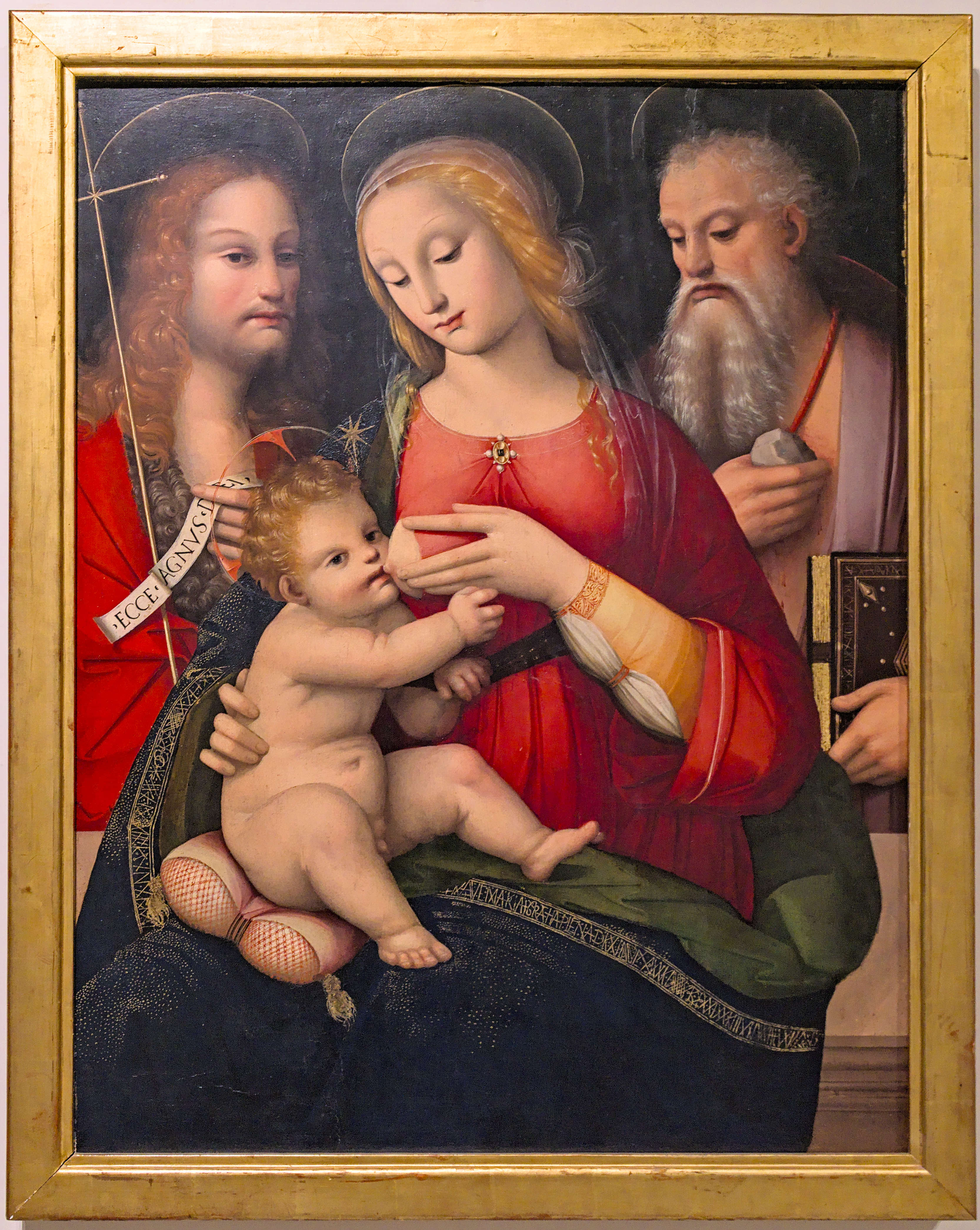
Brescianino, Madonna col Bambino tra i santi Giovanni Battista e Girolamo, Museo di arte sacra della Val d'Arbia, Buonconvento

Andrea Piccinelli, detto Andrea del Brescianino (1486 circa – Firenze, 1525 circa), è stato un pittore italiano.

## Biografia
Il soprannome di "Brescianino" gli derivò dal luogo di nascita del padre, di professione ballerino. Assieme al padre e al fratello Raffaello, anch'egli pittore documentato principalmente a Siena nel 1505, venne influenzato dai maestri fiorentini della sua epoca, in particolare Fra Bartolomeo e Andrea del Sarto, elaborati alla luce della conoscenza di Raffaello e Beccafumi. Si ignora l'anno della morte così come quello della nascita. ultimo documento noto lo segnala attivo a Firenze, dove è possibile che sia morto durante la peste del 1527.
Sia in Italia che all'estero si possono trovare molte sue opere, ad esempio a Villa Borghese e alla National Gallery di Londra, ma anche nei musei di Palazzo Farnese a Piacenza, nel Museo diocesano di Piacenza, in quello d'Arte Sacra della Valdarbia (Buonconvento) e nella Collezione Chigi Saracini di Siena.

## Opere
- Madonna con Bambino in trono tra san Francesco d'Assisi, sant'Antonio Abate e donatore, Museo d'arte sacra, Certaldo[1]
- Ritratto di giovane, Musée des Beaux-Arts di Montpellier.
- Madonna con Bambino e san Giovanni Battista, olio su tavola di 96,5 cm x 74,7 cm
- Madonna con Bambino e san Giovanni Battista (1524), olio su tavola di 50,5 cm x 41,2 cm
- Madonna con Bambino e san Giovanni Battista, Art Association Gallery, Atlanta[1]
- Madonna con Bambino con san Giovanni e san Pietro martiri, olio su tavola
- Gesù che porta la croce, olio su tavola di 56 cm x 35,50 cm
- Madonna con Bambino in un paesaggio con san Giovannino, olio su tela di 109,5 cm x 89,4 cm
- Madonna con Bambino con san Giovannino e due angeli, Palazzo Arcivescovile, Palermo.
- Battesimo di Gesù, Museo dell'Opera Metropolitana del Duomo, Siena
- Incoronazione della Vergine, chiesa dei Santi Pietro e Paolo, Siena
- Venere con due amorini, olio su tavola di 66 cm x 149,5 cm, Galleria Borghese, Roma
- Piccolo tabernacolo, Collezione Chigi Saracini, Siena[2]
- Santa Maria Maddalena, olio su tavola di 77,5 cm x 63 cm, Monte dei Paschi di Siena, Siena
- Angelo dell'Annunciazione, Lindenau-Museum, Altenburg[1]
- Sacra Famiglia con un angelo, Walters Art Museum, Baltimora[1]
- Madonna del latte tra san Giovanni Battista e san Girolamo, Galleria del Colleoni, Bergamo[1]
- Madonna che allatta il Bambino tra i santi Giovanni Battista e Girolamo, Museo di arte sacra della Val d'Arbia, Buonconvento, (SI)